# Anime on Demand
Anime on Demand (kurz AoD) war eine Video-on-Demand-Plattform der AV Visionen GmbH, eine Tochterfirma von Crunchyroll SA. Sie wurde 2007 gegründet und war die erste legale Video-on-Demand-Plattform für Animes im deutschsprachigen Raum. Anime on Demand bot Animes in Originalfassung mit Untertitel und auf Deutsch synchronisiert an. Im Portfolio befanden sich auch einige Realserien und Filme. Die Animes starteten oft als Simulcast kurz nach der japanischen Ausstrahlung. Die Plattform war eng mit dem Schwester-Label Kazé Deutschland verwoben, aus dessen Portfolio viele der Anime-Lizenzen stammten. Auch andere Anime-Publisher veröffentlichten auf der Plattform, so unter anderem FilmConfect, AniMoon Publishing und Anime House. Anime on Demand war in Deutschland, Österreich und der Schweiz verfügbar und umfasste Anfang Dezember 2021 ein Portfolio von über 369 Titeln, wobei in der Schweiz nicht alle Titel verfügbar waren. Die Plattform wurde am 8. Dezember 2021 eingestellt.

## Geschichte
Anime on Demand wurde am 7. September 2007 gestartet. Als Betreiber war damals die Anime on Demand GmbH zuständig, welche von AV Visionen extra für die Plattform gegründet wurde. Die Plattform war zu jener Zeit die einzige legale Alternative zu den illegalen Anime-Streamingseiten. Zu den ersten Animes auf AoD gehörten unter anderem Oh! My Goddess, Ikki Tousen, und Gunslinger Girl. Nach der AV-Vision-Übernahme, durch die drei Unternehmen ShoPro, Shōgakukan und Shūeisha (welche zur Hitotsubashi Group gehören), ging die Anime on Demand GmbH wieder in der AV Visionen GmbH auf. Seitdem war AV Visionen der Betreiber der Seite, die weiterhin den Namen Anime on Demand trug. AoD ermöglichte als erste Anime-Plattform das legale Downloaden von DRM-geschützten Inhalten. 2012 wurde die Plattform überarbeitet und man fügte die Möglichkeit hinzu, Streams anzuschauen. Dabei war die erste Episode eines Animes in der Regel kostenlos. 2014 wurden auf Anime on Demand die ersten Simulcasts gezeigt, darunter die Serien Nisekoi und Space Dandy. Die Download-Möglichkeit wurde zum 1. Mai 2014 abgeschafft. Wegen der Corona-Pandemie fiel das Kinoevent Kazé Anime Nights im März 2020 das erste Mal aus, stattdessen zeigte man die dreiteilige Film-Reihe Psycho Pass: Sinners of the System als zweitägige Sonderprogrammierung auf Anime on Demand. Seit Sommer 2020 teilen die Plattformen Anime on Demand und Crunchyroll Teile des Simulcast-Programm untereinander. 
Im September 2021 wurde bekannt, dass Anime on Demand zum 8. Dezember 2021 schließen wird und der Großteil der Titel zu Crunchyroll migriert wird. Am Vortag der Schließung verabschiedete sich das AoD-Team im Kazé Café Livestream. Der letzte auf der Plattform erschienene Titel war die 10. Folge von Puraore! Pride of Orange, welche am 8. Dezember 2021 um 17 Uhr erschien. Am 8. Dezember 2021 um 23:59 wurde der Betrieb von Anime on Demand eingestellt.

## Technisches
Ursprünglich wurde ein Flash Player für die Wiedergabe genutzt. Ab dem 12. Februar 2016 stand ein HTML5-Player zur Verfügung. Anfänglich waren 11 Titel HTML5-kompatibel, mit der Zeit wurden immer mehr Titel für HTML5 zur Verfügung gestellt, bis ist das gesamte Portfolio HTML5-kompatibel war. Die Videos konnten mit einer Minimaläuflösung von 360p bis zu einer Maximalauflösung von 1080p+ angeschaut werden. Für Anime on Demand gab es keine App, die Videos mussten in einem Browser angesehen werden. Die Plattform bot einen sogenannten Urlaubsmodus an, bei dem es möglich war, das Geoblocking für 30 Tage auszuschalten und somit Videos im EU-Ausland anschauen zu können. Die Videos waren DRM-geschützt. Anime on Demand bot sowohl das Ausleihen als auch das Kaufen von Videos an, ebenfalls gab es die Möglichkeit, ein Abo abzuschließen.

## Ableger
Viz Media Europe brachte im April 2011 einen Ableger von Anime on Demand unter gleichem Namen in England, Wales, Schottland und Nordirland heraus. Der Ableger war ein Gemeinschaftsprojekt zwischen dem französischen Kazé SAS und verschiedenen britischen und französischen Anime-Distributoren. Zunächst wurde die Plattform von Anime News Network gehostet, im Dezember 2011 übernahm dann Viz Media Europe das Hosting. Im Dezember 2013 wurde die Schließung des Ablegers angekündigt und das Portfolio im Subscription-Video-on-Demand-Service des britischen Animax integriert.